# Giovanni Giacomazzi
Giovanni Giacomazzi (San Martino di Lupari, 1928. január 18. – Milánó, 1995. december 12.) olasz válogatott labdarúgóhátvéd.

## Pályafutása
Első lépéseit a futballpályán a Luparensében tette meg, amellyel az 1948-49-es szezonban megnyerte a negyedosztály küzdelmeit.
1949 nyarán az Interhez szerződött, vagyis rögtön három osztállyal feljebb játszó csapathoz szerződött. A kék-feketékkel két bajnoki címet is ünnepelhetett, és a olasz válogatottba is innen kapott meghívót. A nemzeti csapattal részt vehetett az 1954-es világbajnokságon, összesen pedig nyolcszor ölthette magára az olasz címeres mezt.
1957-ben elhagyta az Intert, és a frissen feljutott Alessandriához szerződött. Akkor is maradt a „szürkékkel”, amikor a gárda az 1959-60-as évad végén kiesett az első osztályból. Az Alessandriát 1964-ig erősítette, majd pályafutása végén a Medában vezetett le, az amatőrök között.

## Sikerei, díjai
- Bajnok: 1952-53, 1953-54